# Dichosciadium
- Commons
- Wikispecies

Dichosciadium é um género botânico pertencente à família Apiaceae.